# Обикновена коприва
Обикновена коприва (Urtica dioica) е вид покритосеменно растения от семейство Копривови (Urticaceae). Това е многогодишни тревисти растения, разпространено в Европа, Северна Африка, Азия и Северна Америка.
Копривата е покрита с тънки власинки, които при допир отделят парлив сок.

## Подвидове
- U. dioica dioica. Разпространена в Европа, Азия и Северна Африка.
- U. dioica galeopsifolia. Разпространена в Европа.
- U. dioica afghanica. Разпространена в Югозападна и Централна Азия.
- U. dioica gansuensis. Разпространена в Източна Азия.
- U. dioica gracilis. Разпространена в Северна Америка.
- U. dioica holosericea. Разпространена в Северна Америка.